# Lope de Vega (Norra Samar)
Lope de Vega (Bayan ng Lope De Vega) är en kommun i Filippinerna. Kommunen ligger på ön Samar, och tillhör provinsen Norra Samar. Folkmängden uppgår till 11 754 invånare.

## Barangayer
Lope de Vega är indelat i 22 barangayer.
| - Bayho - Bonifacio - Cagamesarag - Cag-aguingay - Curry - Gebonawan - Gen. Luna - Getigo - Henaronagan - Lope De Vega (Pob.) - Lower Caynaga | - Maghipid - Magsaysay - Osmeña - Paguite - Roxas - Sampaguita - San Francisco - San Jose - San Miguel - Somoroy - Upper Caynaga |